# 陈留店河
陈留店河是中国淮河干流上游左岸的一条支流，发源于河南省桐柏县北部黄岗镇红石山杨冲，自北向南流经桐柏县的朱庄乡、吴城镇东部地区，最后在月河镇沈庄村东部的王庄入淮河。全长35.5公里，流域面积约105平方公里。